# Voore (Mustvee)
Voore is een plaats in de Estlandse gemeente Mustvee, provincie Jõgevamaa. De plaats heeft de status van dorp (Estisch: küla) en heeft 238 inwoners (2021). Tot 1977 heette de plaats Roela (Duits: Rojel).
Tot in oktober 2017 viel Voore onder de gemeente Saare. In die maand werd Saare bij de gemeente Mustvee gevoegd.
Voore ligt aan de rivier Kullavere, die hier door een stuwmeer, het Voore paisjärv, stroomt.

## Geschiedenis
In de buurt van het dorp liggen de resten van twee burchten uit het begin van het 2e millennium.
In de late middeleeuwen stond in de buurt van het dorp een kapel, de Johanniskapelle, waarvan in de 17e eeuw al geen spoor meer te vinden was.
Roela (nu Voore) werd voor het eerst genoemd in 1591 onder de naam Roefer. Het was toen al een landgoed, maar het precieze jaar van stichting is niet bekend. In de eerste jaren behoorde het landgoed toe aan de familie von Brackel en werd het ook wel Brakelshoff genoemd. Later kwam het in handen van de familie Wrangel. Tussen 1725 en 1919 behoorde het toe aan de familie von Liphart. Otto von Liphart was de laatste eigenaar voor het landgoed door het onafhankelijk geworden Estland werd onteigend.
Tussen 1850 en 1860 liet de familie von Liphart aan de oever van de Kullavere een landhuis bouwen met twee woonlagen en een toren. Op 31 juli 1941 werd het landhuis vernield tijdens een veldslag tussen de Wehrmacht en het Rode Leger. Alleen de toren is nog over; wat er verder nog resteerde, is in de jaren zeventig afgebroken. Het park rond het landhuis en enkele bijgebouwen zijn nog intact. In het park staat een zangpodium.
De school van Voore heeft een geschiedenis die teruggaat tot 1774. In 1895 fuseerden de scholen van Kallivere en Vassevere. Dat resulteerde in een nieuw gebouw, dat werd gebouwd tegen de heuvel Leedimägi in het tegenwoordige Voore. Tussen 1924 en 1979 heette de school ook Leedimäe. Sinds 1970 huist de school in een ander gebouw. Het oude gebouw is nu het hoofdgebouw van Voore Puhkekeskus, een vakantiepark, hotel-restaurant en congrescentrum.
Bij de gemeentelijke herindeling van 1977 werd Roela herdoopt in Voore, een naam die informeel al in gebruik was. Al in de late jaren dertig van de 20e eeuw had een commissie voorgesteld de naam Roela te veranderen om de plaats te onderscheiden van de vlek Roela in de gemeente Vinni. In 1977 werden ook de buurdorpen Linnamäe en Mägisevälja bij Voore gevoegd.

## Foto's

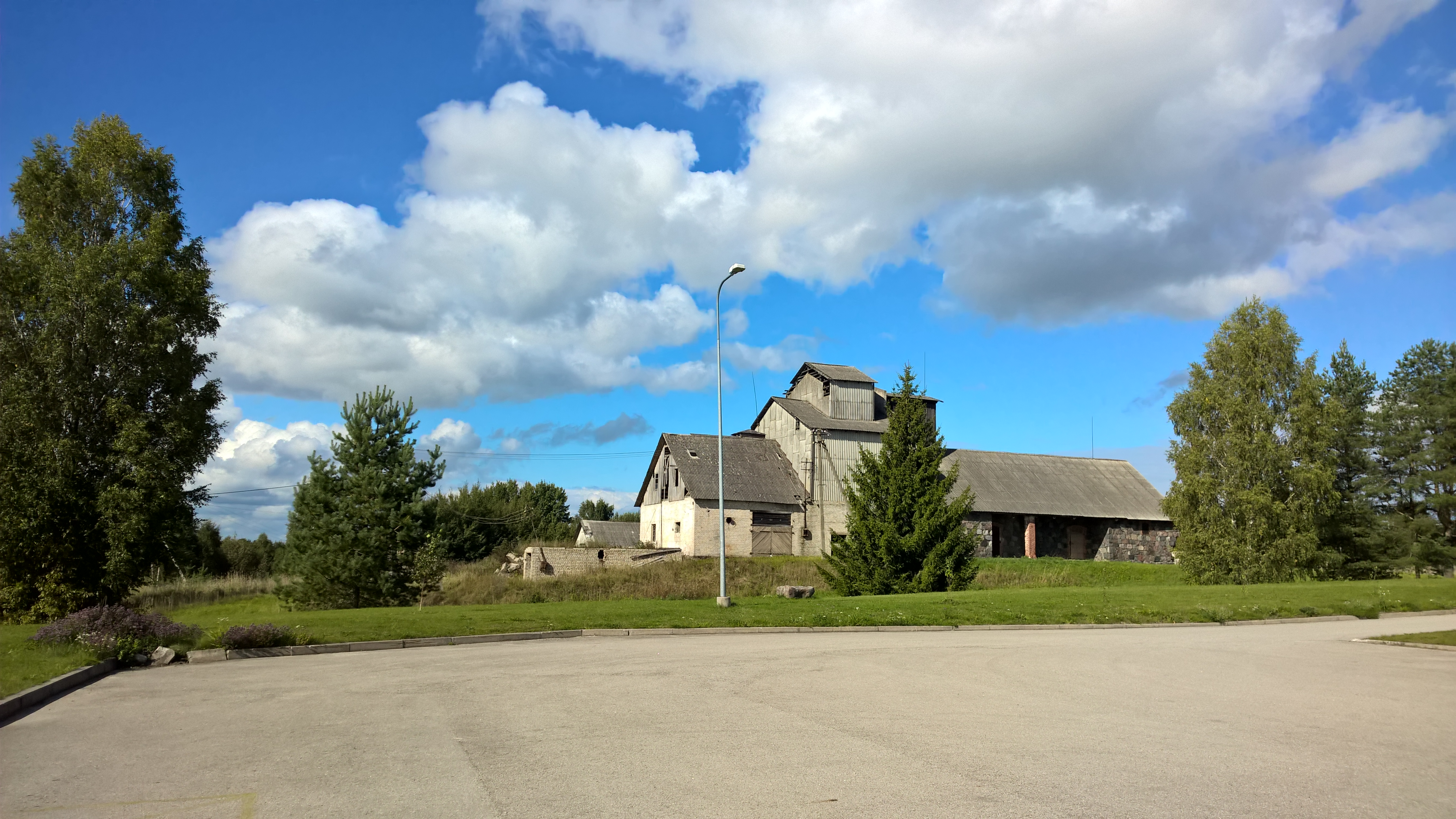
Boerderij in Voore
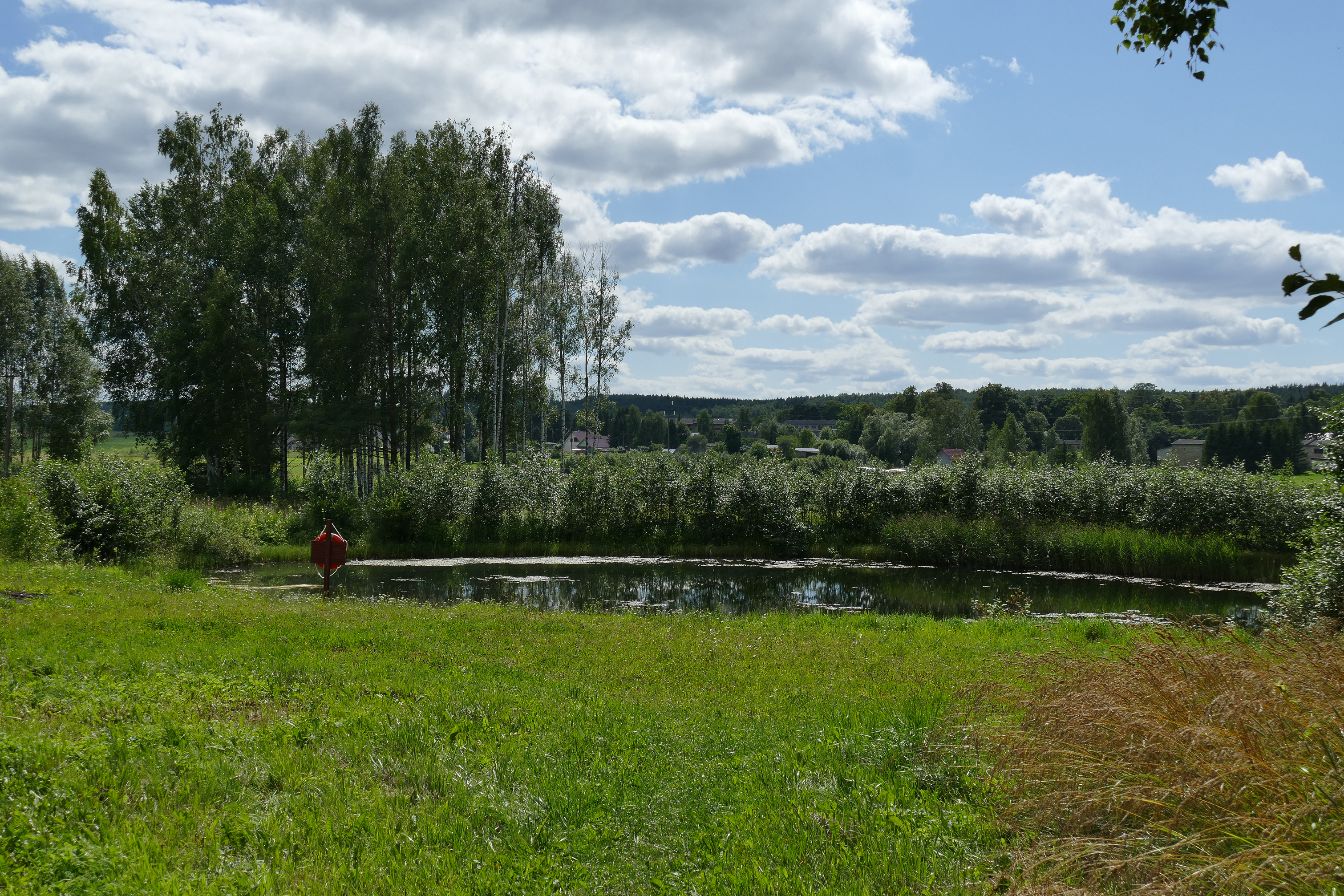
Vijver
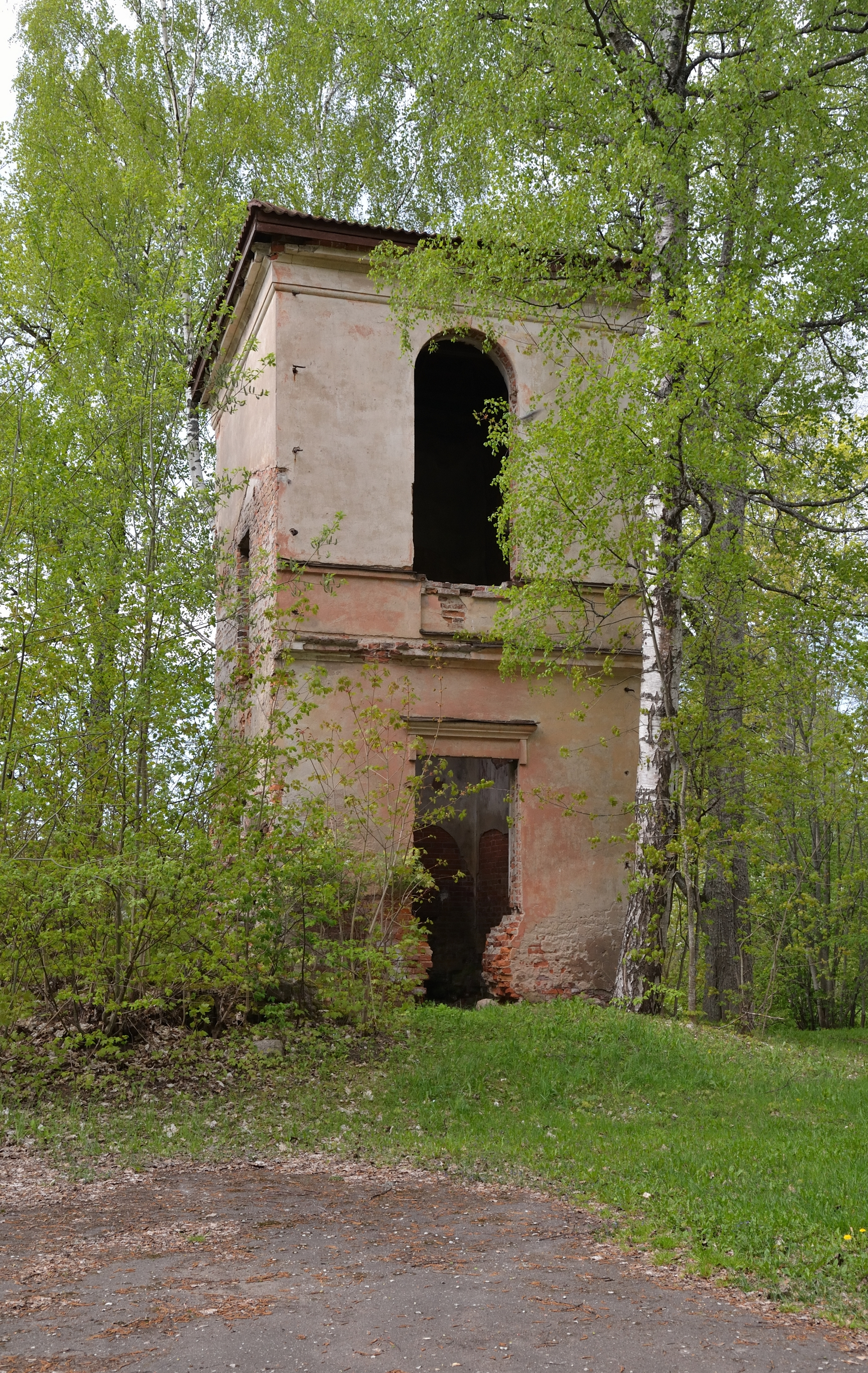
De toren, laatste restant van het landhuis
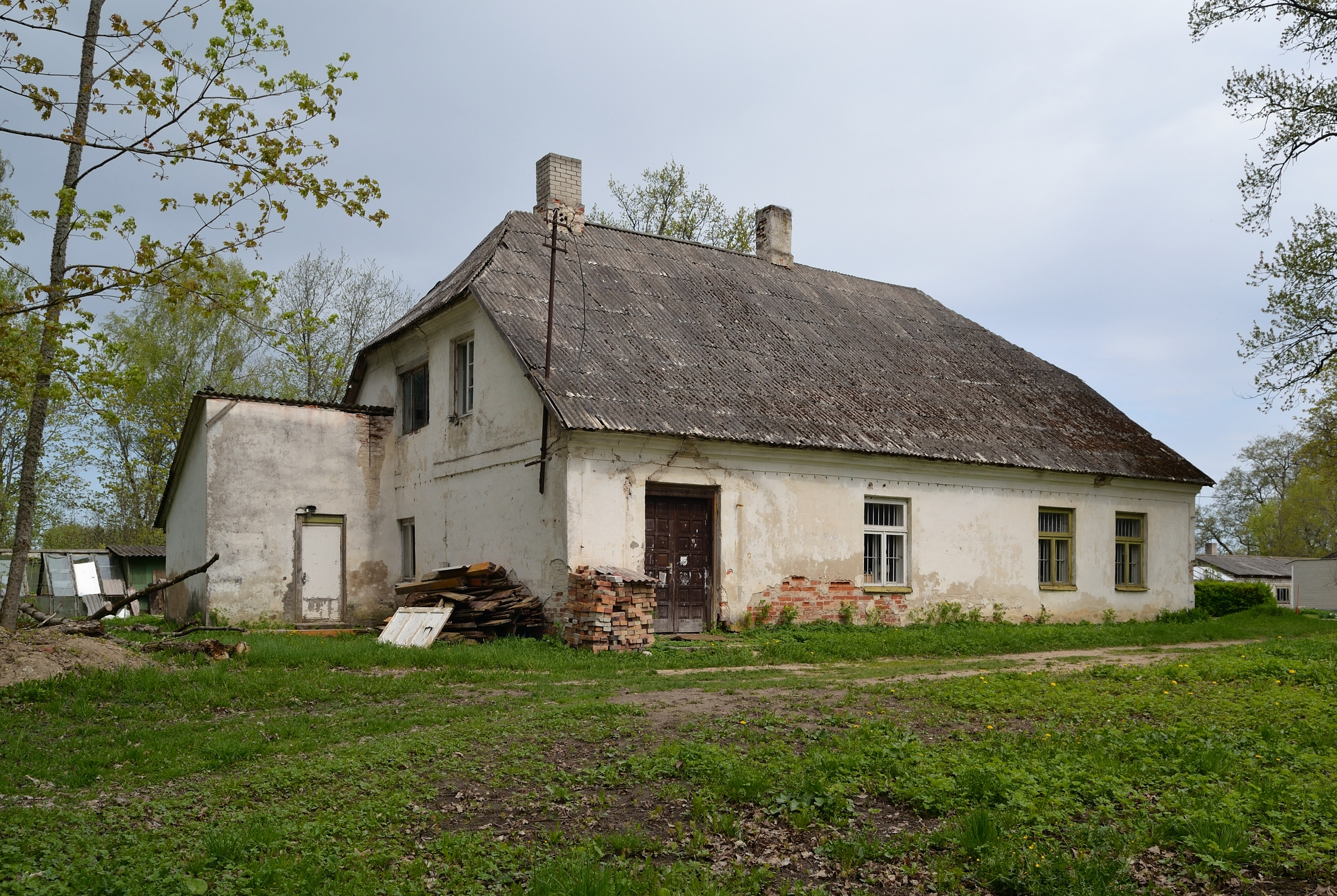
Huis van de opzichter van het landgoed
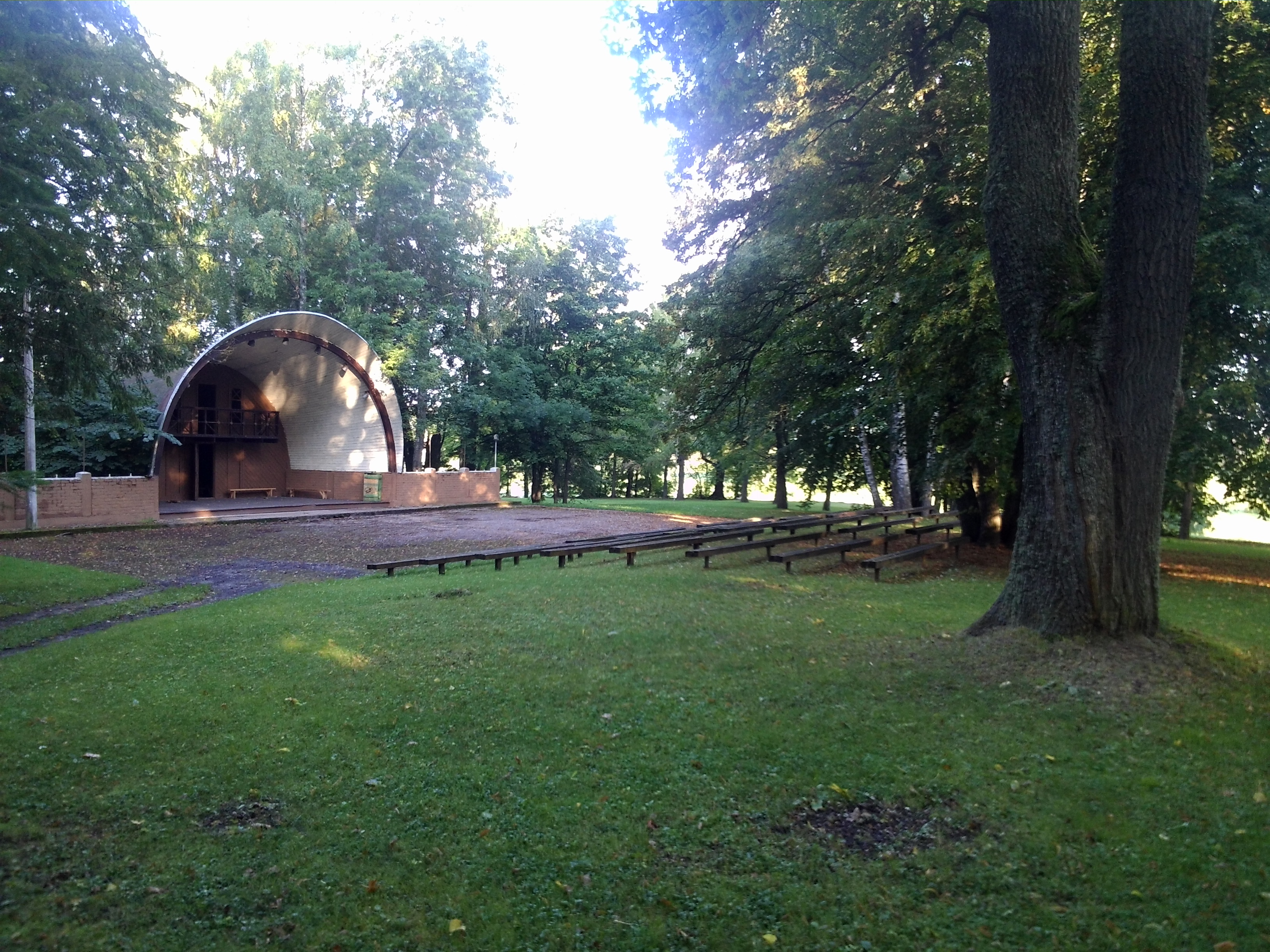
Zangpodium in het park van het landgoed
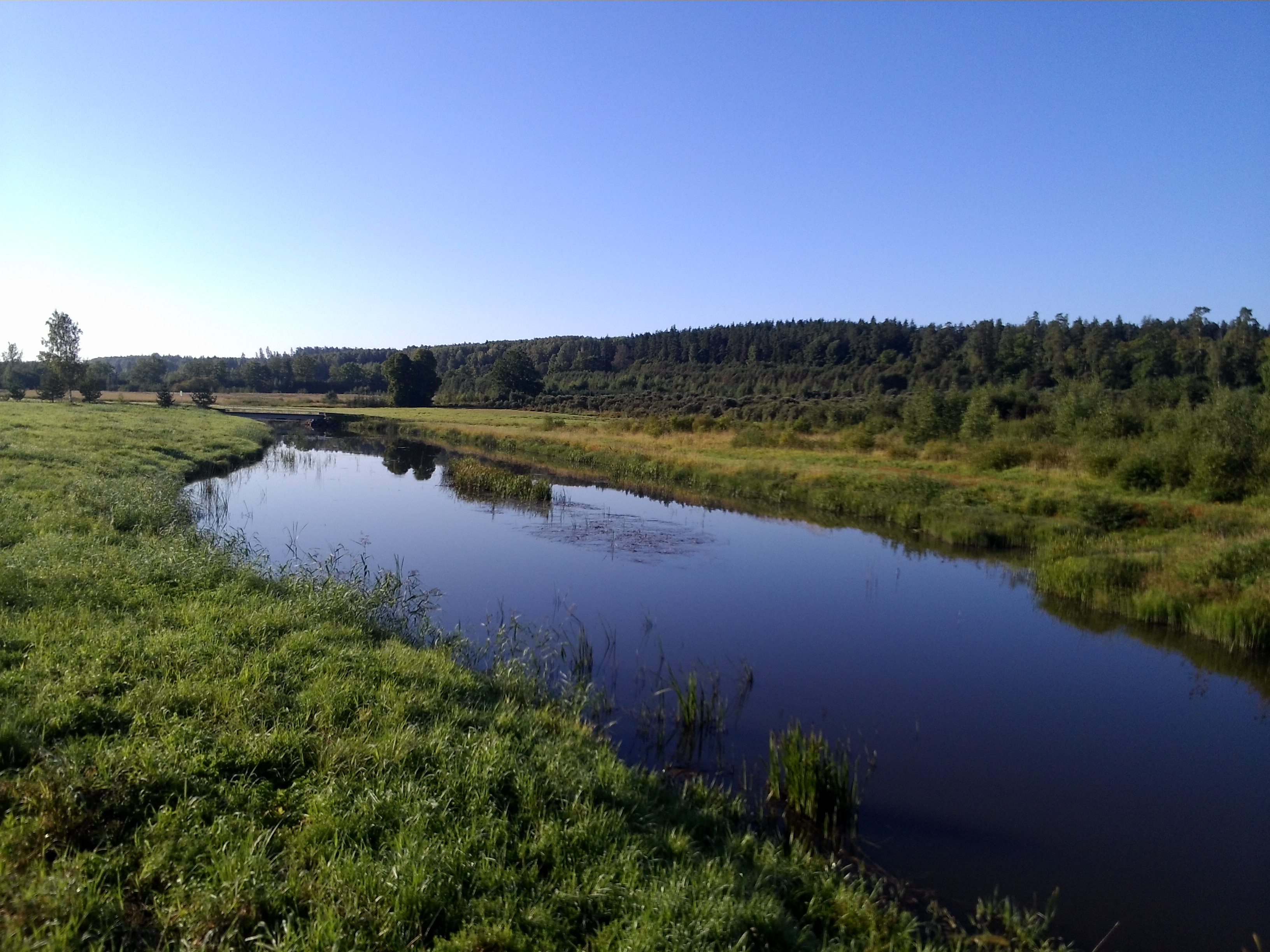
De rivier Kullavere
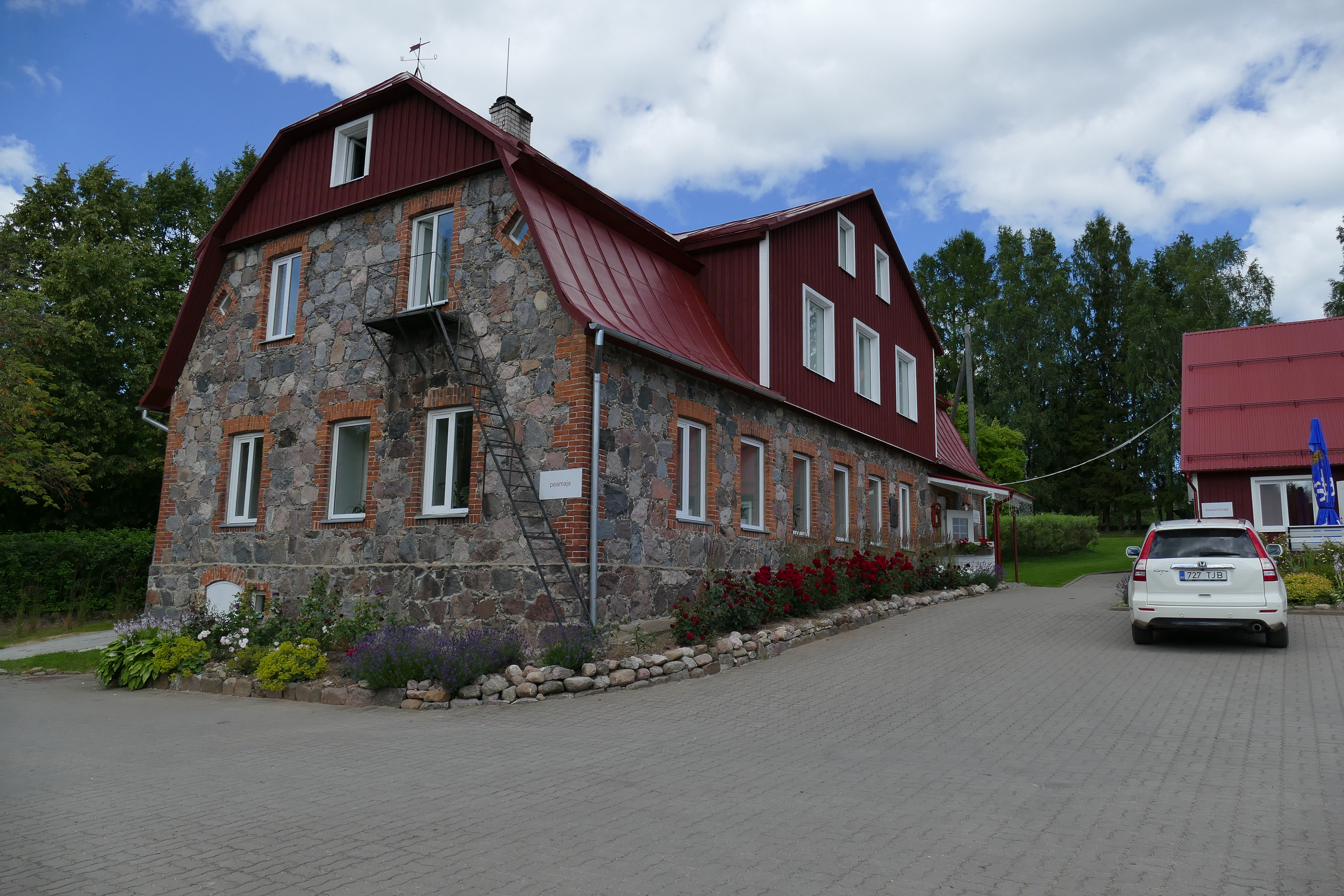
Het hotel-restaurant
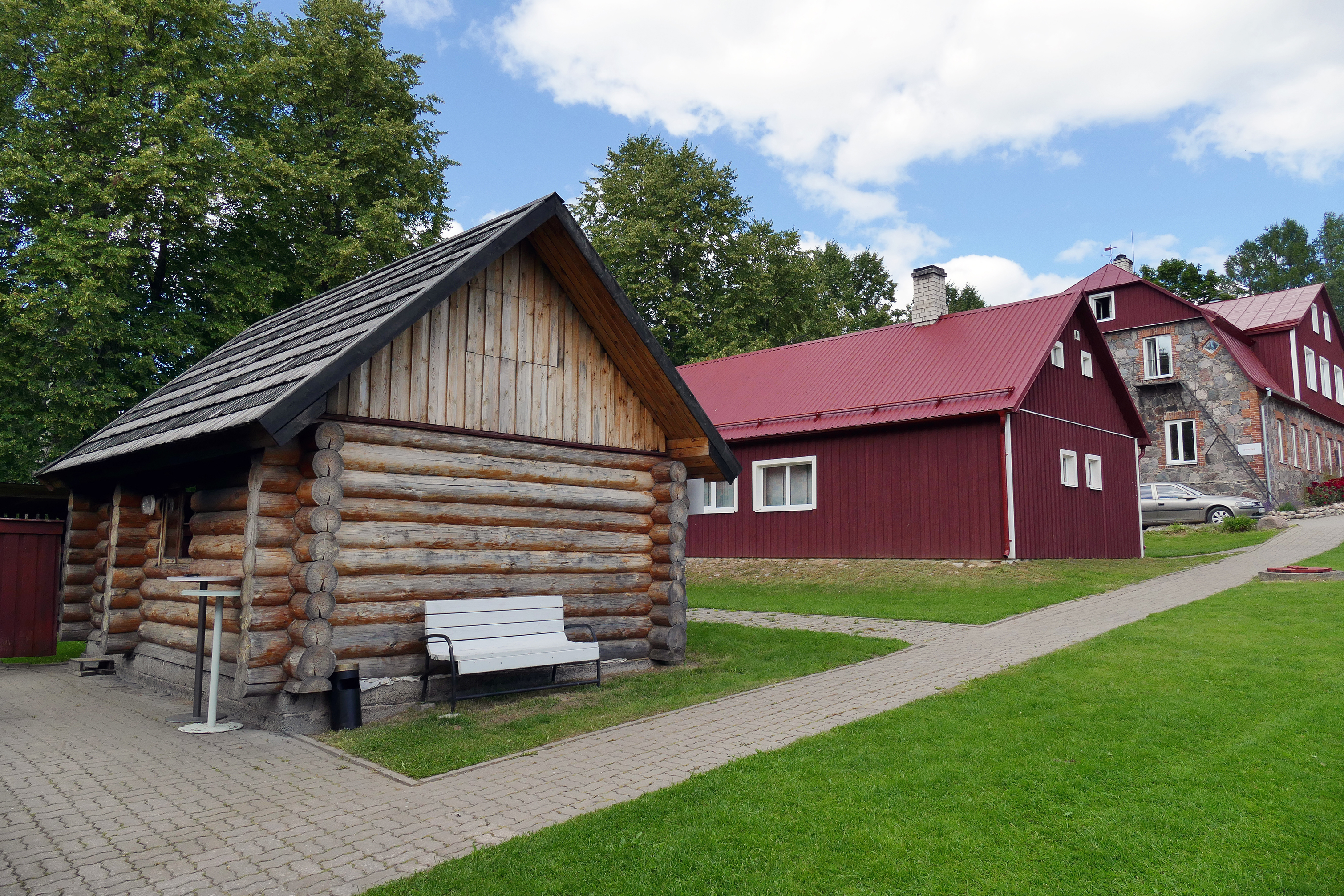
Twee sauna's op het terrein van het vakantiepark
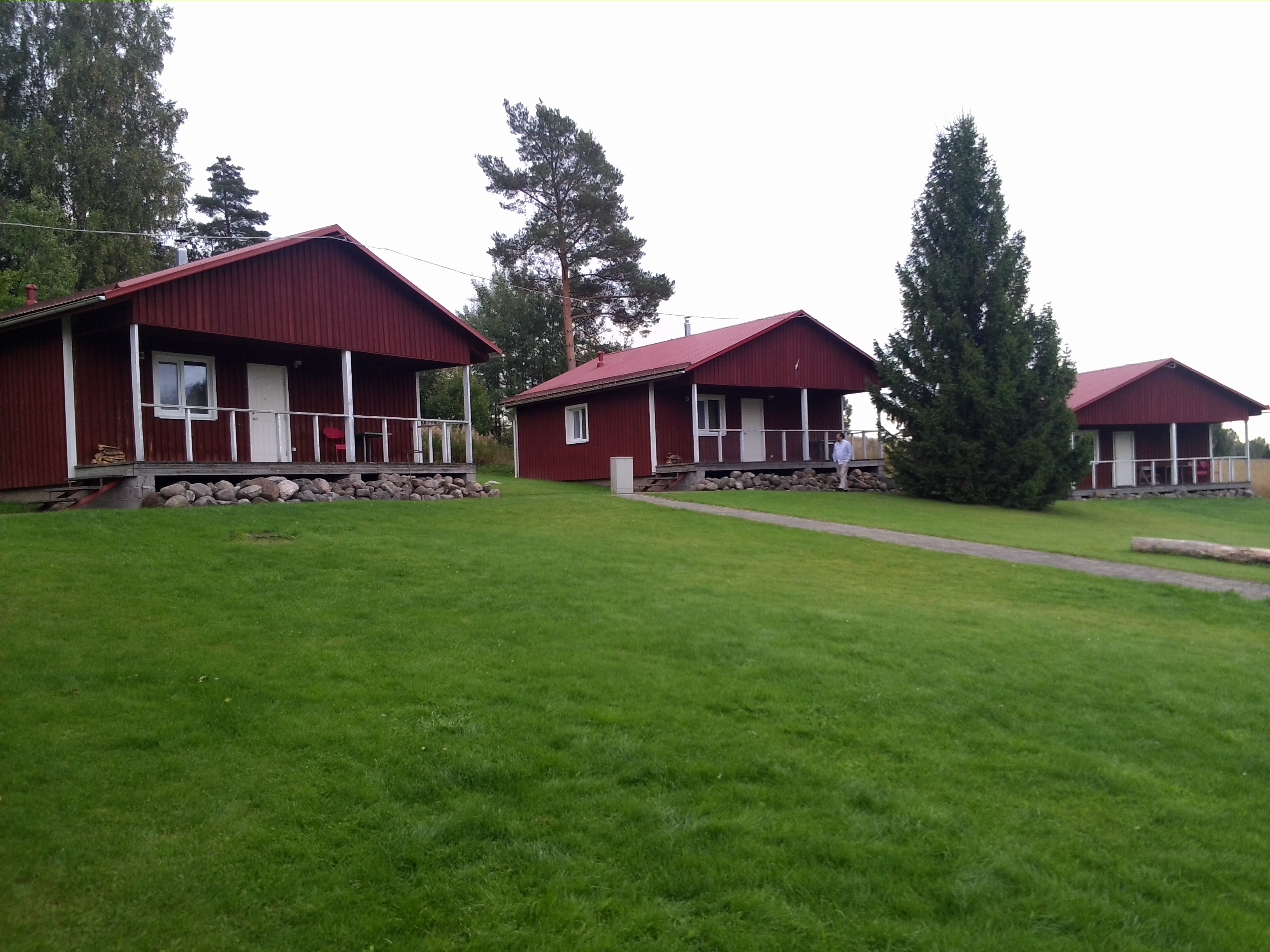
Vakantiehuisjes